# Обмежена множина
Обмежена множина у математичному аналізі, і прилеглих розділах математики — множина, яка у певному сенсі має скінченний розмір. Базовим є поняття обмеженості числової множини, яке узагальнюється на випадок довільного метричного простору, а також на випадок довільної частково упорядкованої множини. Поняття обмеженості множини не має сенсу у загальних топологічних просторах, без метрики.

## Обмежена числова множина
Множина дійсних чисел {\displaystyle X\subset \mathbb {R} } називається обмеженою зверху, якщо існує число {\displaystyle b}, таке що всі елементи {\displaystyle X} не перевищують {\displaystyle b}:
{\displaystyle \exists b\;\forall x\;(x\in X\Rightarrow x\leqslant b)}
Множина дійсних чисел {\displaystyle X\subset \mathbb {R} } називається обмеженою знизу, якщо існує число {\displaystyle b}, таке що всі елементи {\displaystyle X} не менше {\displaystyle b}:
{\displaystyle \exists b\;\forall x\;(x\in X\Rightarrow x\geqslant b)}
Множина {\displaystyle X\subset \mathbb {R} }, обмежена зверху і знизу, називається обмеженою.
Множина {\displaystyle X\subset \mathbb {R} }, що не є обмеженою, називається необмеженою. Як випливає з означення, множина не обмежена тоді й тільки тоді, коли вона не обмежена зверху або не обмежена знизу.
Прикладом обмеженої множини є відрізок {\displaystyle [a,b]=\{a\leqslant x\leqslant b\}},
необмеженої — множина всіх цілих чисел {\displaystyle \mathbb {Z} =\{\ldots ,-2,-1,0,1,2,\ldots \}},
обмеженої зверху, але необмеженої знизу — промінь {\displaystyle x<0},
обмеженої знизу, але необмеженої зверху — промінь {\displaystyle x>0}.

## Варіації та узагальнення

### Обмежена множина у метричному просторі
Нехай {\displaystyle (X,\rho )} — метричний простір. Множина {\displaystyle M\subset X} називається обмеженої, якщо вона міститься у деякій кулі {\displaystyle B_{r}(a)}:
{\displaystyle \exists a\in X\;\exists (r>0)\;\forall x\in X(x\in M\Rightarrow \rho (a,x)<r)}
Множина, що не є обмеженою, називається необмеженою.
На відміну від числової прямої, у довільному метричному просторі можна ввести поняття обмеженої зверху й обмеженої знизу множин.
Крім поняття обмеженої множини для довільного метричного простору існує більш спеціальне поняття цілком обмеженої множини. У випадку числових множин це поняття збігається з поняттям обмеженої множини.

### Обмеженість у частково впорядкованій множині
Поняття обмеженої зверху, обмеженої знизу і просто обмеженої множини можна ввести у довільній частково впорядкованій множині. Ці визначення буквально повторюють відповідні визначення для числових множин.
Нехай {\displaystyle (P,\leqslant )} — частково впорядкована множина, {\displaystyle S\subset P}. Множена {\displaystyle S} називається обмеженою зверху, якщо
{\displaystyle \exists b\;\forall x\;(x\in S\Rightarrow x\leqslant b)}
обмеженою знизу, якщо
{\displaystyle \exists b\;\forall x\;(x\in S\Rightarrow x\geqslant b)}
Множина, обмежена і зверху і знизу, називається обмеженою.